# Amt Löcknitz-Penkun
La comunità amministrativa di Löcknitz-Penkun (Amt Löcknitz-Penkun) appartiene al circondario della Pomerania Anteriore-Greifswald, nel Meclemburgo-Pomerania Anteriore, in Germania.

## Suddivisione
Comprende i seguenti comuni (abitanti il 31 dicembre 2022):
1. Bergholz (315)
2. Blankensee (552)
3. Boock (581)
4. Glasow (148)
5. Grambow (863)
6. Krackow (613)
7. Löcknitz * (3 342)
8. Nadrensee (377)
9. Penkun, Città (1 815)
10. Plöwen (272)
11. Ramin (704)
12. Rossow (446)
13. Rothenklempenow (582)

Il capoluogo è Löcknitz.